# Cicer bijugum
Cicer bijugum är en ärtväxtart som beskrevs av Karl Heinz Rechinger. Cicer bijugum ingår i släktet kikärter, och familjen ärtväxter. Inga underarter finns listade i Catalogue of Life.